# Marais de Ludré
Le marais de Ludré  est un ancien marais salant proche du golfe du Morbihan, dans la commune de Saint-Armel (Morbihan). Il est protégé pour son intérêt écologique, particulièrement pour les populations d'oiseaux qui le fréquentent.

## Protection
Le marais de Ludré fait partie de la Zone Spéciale de Conservation du golfe du Morbihan
Dans le cadre de Natura 2000, il est intégré dans la Zone de Protection Spéciale FR5310086

## Localisation
Le marais de Ludré est un ancien marais salant relié au golfe du Morbihan à l'est du golfe.

## Écologie
Tout comme les marais de La Villeneuve et de Lasné à l'est, et plus à l'ouest ceux du Duer et de Truscat, le marais de Ludré est un exemple de paysage semi-naturel devenu indispensable à la biodiversité du Golfe du Morbihan.
Le biotope du marais participe à la qualité des eaux du golfe et à sa richesse biologique. C’est une zone de quiétude appréciée de la faune, en particulier des oiseaux (migrateurs, hivernants ou estivants). Le marais accueille de nombreuses espèces nicheuses comme l’échasse blanche. 
Au printemps, reviennent d'Afrique pour nicher l'avocette élégante, l'échasse blanche et la sterne pierregarin.
Durant l'automne (octobre et novembre) et l'hiver, le marais accueille une grande quantité de bernaches cravants. Elles sont accompagnées de divers canards, siffleurs, pilets, souchets, tadornes. Les limicoles sont nombreux, surtout le bécasseau variable, le pluvier argenté et le grand gravelot. Les foulques sont irrégulièrement présentes.
Bretagne Vivante y effectue des études et des inventaires naturalistes.

## Histoire
Le marais de Ludré a été l'un des premiers sites français de l'ostréiculture vers les années 1870, les grands bâtiments présents ont servi de moulin à marée puis de fabrique de litière à base de zoostères séchées (plantes marines à racines). Pendant quelques années, ils ont abrité un parc zoologique privé.
Une partie du site du marais de Ludré est la propriété du conseil général du Morbihan depuis 1978, au titre des Espaces Naturels Sensibles.

## Visite
Le marais de Ludré n'est pas aménagé pour l’accueil du public. Il ne dispose d'aucune signalétique d'accès. Des panneaux d'interdiction de passage et un portail fermé à clés empêchent  de parcourir la digue de Ludré à Lasné, qui est le véritable intérêt du site en termes de promenade. Le sentier de randonnée du tour du golfe du Morbihan est d'ailleurs obligé de contourner le marais par l'intérieur. 